# Götzens
Götzens är en ort och kommun i distriktet Innsbruck-Land i förbundslandet Tyrolen i Österrike. Kommunen har 4 188 invånare (2024). Väster om Götzens ligger kommunerna Axams och Birgitz.